# Daggar
Daggar ou Dagar (en ourdou : ڈگر) est une ville pakistanaise située dans le district de Buner, dans la province de Khyber Pakhtunkhwa. Elle est la capitale du district et du tehsil du même nom.
La ville a été au centre de combats en 2009 entre l'armée pakistanaise et des insurgés talibans, dans le cadre de la Seconde bataille de Swat.